# 黃仲昭
黃仲昭（1435年—1508年），名潛，字仲昭，以字行，號未軒，晚年更號退嵓居士，福建莆田縣（今莆田市）東里（今荔城區英龍街東里巷）人，明朝官員。

## 生平
明宣宗宣德九年（1435年）出生，“性端谨”，“年十五、六即有志正学”。天順三年（1459年）己卯科福建鄉試第六名舉人，成化二年（1466年）丙戌科二甲四十四名進士，改庶吉士，三年授翰林院编修，與编修章懋等上《谏<元宵烟火>诗》疏，讽朝廷耽于逸乐，谪为湘潭知县，升南京大理寺評事，九年升寺副。弘治元年（1488年），由御史姜洪推荐，在吏部尚書王恕敦促下，弘治三年（1490）任江西提学佥事。弘治九年（1496年），致仕辞官返鄉。，十八年進階朝列大夫。武宗正德三年（1508年）十一月一日，黃仲昭病逝，享年七十四，葬於华亭云峰。

## 家族
高祖父黃大有是黃滔十三世孫，曾任醫學教授。曾祖黄文圭，封工部主事。祖父黄壽生，永樂年間官翰林院檢討，为纂修五經四書官。父黄子嘉，官束鹿知县。母鄭氏，封孺人。具慶下。兄黄深，景泰二年进士，官监察御史，世代宦紳。

## 著作
弘治二年（1489年）黃仲昭編纂《八閩通志》是福建省第一部省志。他又和周瑛同修《兴化府志》五十四卷。有《未軒集》。